# ラマザン・テミロフ
ラマザン・テミロフ（Ramazan Temirov、1997年1月31日 - ）は、ウズベキスタンの男性総合格闘家。カシュカダリヤ州カルシ出身。Muradov legion team所属。UFC世界フライ級ランキング13位。

## 来歴
PRIDEヘビー級王者エメリヤーエンコ・ヒョードルの試合を見て18歳からMMAを始める。空手・接近格闘術・柔術・テコンドーなど様々な格闘技をバックボーンに持つ。

### RIZIN
2023年、15勝2敗でRIZINと契約。
2023年5月6日、RIZIN.42にてRIZINデビュー戦を行い、Fighting NEXUSフライ級王者の浜本"キャット"雄大と対戦し、1R KO勝ちを収めた。当初は征矢貴と対戦予定だったが、征矢が右膝靭帯を負傷して欠場したことにより、代打出場の浜本との試合となった。
2023年9月24日、RIZIN.44で征矢貴と対戦。早々にダウンを奪われるもダウンを奪い返し1R TKO勝ちを収めた。

### UFC
2024年10月12日、UFC初参戦となったUFC Fight Night: Royval vs. TairaでCJ・ベルガラと対戦し、左フックでダウンを奪いスタンドパンチ連打で1RTKO勝ち。パフォーマンス・オブ・ザ・ナイトを受賞した。
2025年3月1日、UFC Fight Night: Kape vs. Almabayevでフライ級ランキング12位のチャールズ・ジョンソンと対戦し、3-0の判定勝ち。

## 戦績
| 総合格闘技 戦績 | 総合格闘技 戦績 | 総合格闘技 戦績 | 総合格闘技 戦績 | 総合格闘技 戦績 | 総合格闘技 戦績 | 総合格闘技 戦績 |
| --------------- | --------------- | --------------- | --------------- | --------------- | --------------- | --------------- |
| 21 試合         | (T)KO           | 一本            | 判定            | その他          | 引き分け        | 無効試合        |
| 19 勝           | 11              | 1               | 7               | 0               | 0               | 0               |
| 2 敗            | 0               | 1               | 1               | 0               | 0               | 0               |

| 勝敗 | 対戦相手                       | 試合結果                          | 大会名                              | 開催年月日     |
| ○    | チャールズ・ジョンソン         | 5分3R終了 判定3-0                 | UFC Fight Night: Kape vs. Almabayev | 2025年3月1日   |
| ○    | CJ・ベルガラ                   | 1R 2:50 TKO（スタンドパンチ連打） | UFC Fight Night: Royval vs. Taira   | 2024年10月12日 |
| ○    | 征矢貴                         | 1R 3:15 TKO（左フック）           | RIZIN.44                            | 2023年9月24日  |
| ○    | 浜本"キャット"雄大             | 1R 4:06 KO（グラウンドパンチ）    | RIZIN.42                            | 2023年5月6日   |
| ○    | ケイク・アレンカール           | 1R 1:50 KO（パンチ）              | NFC 48                              | 2022年11月25日 |
| ○    | アルゲン・マラトベク・ウル     | 1R 4:27 KO（パンチ）              | MPL 5                               | 2022年5月21日  |
| ○    | ミハイル・シルブ               | 5分3R終了 判定3-0                 | MPL 3                               | 2022年2月27日  |
| ○    | タルガト・ジュマガリエフ       | 5分3R終了 判定                    | MPL 1                               | 2021年10月22日 |
| ○    | ダニエル・コンセイソン         | 1R 0:34 KO（パンチ）              | Future MMA13                        | 2021年9月24日  |
| ○    | サトベク・エセンゲルディン     | 5分3R終了 判定3-0                 | Octagon 19                          | 2021年5月28日  |
| ○    | ショダブラト・スルタンムラドフ | 1R 2:11 アームバー                | Kokand Mayor Cup                    | 2021年4月8日   |
| ×    | タルガト・ジュマガリエフ       | 2R 3:17 アームバー                | GFC 17                              | 2019年9月27日  |
| ×    | チウ・ルン                     | 5分3R終了 判定                    | WLF W.A.R.S. 31                     | 2019年1月3日   |
| ○    | チウ・ビチエ                   | 5分3R終了 判定3-0                 | WLF W.A.R.S. 22                     | 2018年5月11日  |
| ○    | スン・ラキエ                   | 1R 0:45 KO（パンチ）              | WLF W.A.R.S. 22                     | 2018年3月17日  |
| ○    | ナリク・トニャン               | 5分3R終了 判定                    | Legion FC: Universal Battle 1       | 2018年2月8日   |
| ○    | ゼ・ルー                       | 1R 3:40 KO（パンチ）              | WLF W.A.R.S. 21                     | 2018年1月13日  |
| ○    | シェ・ロンロン                 | 1R 3:40 TKO（パンチ）             | WLF W.A.R.S. 21                     | 2018年1月13日  |
| ○    | リー・ヂウ                     | 5分3R終了 判定                    | WLF W.A.R.S. 20                     | 2017年12月16日 |
| ○    | ゼ・ルー                       | 1R 4:29 TKO（パンチ）             | WLF W.A.R.S. 11                     | 2017年3月3日   |
| ○    | セイハン・エルムルザエフ       | 1R 2:25 TKO（パンチ）             | Emperor Fighting Championship 10    | 2015年12月19日 |

## 表彰
- UFC パフォーマンス・オブ・ザ・ナイト（1回）

### 補足映像
1. ↑  『【番組】RIZIN CONFESSIONS #125（※番組内で試合映像。ロマザン・テミロフと浜本キャット雄大による試合振り返りドキュメンタリー番組）』RIZIN公式YouTubeチャンネル、2023年。